# 요셉 네그로
요셉 네그로(1896년 12월 17일 –  1971년 4월 23일)는 프랑스의 테니스 선수다.